# Oskar Norelius
Carl Oskar Norelius, född 28 september 1861 i Torps socken i Göteborgs och Bohus län, död 26 februari 1941 i Bromma församling i Stockholm, var en svensk bergsingenjör och ämbetsman.
Norelius, som var son till en folkskollärare, utexaminerades från Kungliga Tekniska högskolans fackskola för bergsvetenskap (Bergshögskolan) 1885, var assistent i teoretisk mekanik vid Kungliga Tekniska högskolan 1888–1890, lärare vid Filipstads (1890–1893) och Falu bergsskola (1893–1894), gruvingenjör i Gävle-Dala bergmästardistrikt 1893–1894, i Mellersta distriktet 1894–1902 och bergmästare där 1902–1927.
Norelius var bland annat ledamot av Kommerskollegiikommittén vid behandling av frågan om Bergsöverstyrelsens och Bergsstatens organisation (1908) samt av Malmkommissionen (1913) ävensom ordförande för gruvarbetstidssakkunniga (1919) och i nämnden för bestämmande av avgift för arrende av kronans jordägarandel i gruva från 1908. I föreningen Bergshandteringens vänner var han sekreterare och redaktör för tidskriften "Blad för Bergshandteringens vänner" 1896–1906, vice ordförande 1906–1922 och blev dess hedersledamot 1922. Han utövade även omfattande konsulterande verksamhet inom gruvindustrin.